# Osieczany
Osieczany – wieś w Polsce położona w województwie małopolskim, w powiecie myślenickim, w gminie Myślenice.

## Integralne części wsi
| SIMC    | Nazwa     | Rodzaj    |
| ------- | --------- | --------- |
| 0328060 | Betlejem  | część wsi |
| 0328077 | Budziaki  | część wsi |
| 0328083 | Dąbrowa   | część wsi |
| 0328090 | Kmiecie   | część wsi |
| 0328108 | Nowa Wieś | część wsi |
| 0328114 | Zarabie   | część wsi |

## Historia
Osieczany były własnością wojewody krakowskiego Teodora. W 1595 roku wieś położona w powiecie szczyrzyckim województwa krakowskiego była własnością kasztelanowej krakowskiej Anny z Sieniawskich Jordanowej. W latach 1975–1998 miejscowość administracyjnie należała do województwa krakowskiego.

## Zabytki
Obiekt wpisany do rejestru zabytków nieruchomych województwa małopolskiego.
- Zespół dworski: kaplica, d. czworak, d. obora, park.

W parku pałacowym znajduje się między innymi jeden wyjątkowo okazały dąb szypułkowy. Drzewo miało w 2013 roku obwód 700 cm, jego szacunkowy wiek to 350 lat. Dąb posiada szeroką koronę, złożoną z licznych konarów, rozwidlających się od pnia głównego na wysokości około 6 metrów.

## Ludzie związani z Osieczanami
W 1910 w Osieczanach urodził się Eugeniusz Ralski (zm. 1981) – polski fitopatolog, zoolog. Działacz Delegatury Rządu na Kraj, NIE, DSZ i Zrzeszenia WiN. Profesor zwyczajny Wyższej Szkoły Rolniczej we Wrocławiu.